# Episodi di The Blacklist (quarta stagione)
La quarta stagione della serie televisiva The Blacklist è trasmessa in prima visione assoluta negli Stati Uniti da NBC: la prima parte (episodi 1-8) dal 22 settembre al 10 novembre 2016, mentre la seconda parte (episodi 9-22) dal 5 gennaio al 18 maggio 2017.
In Italia la stagione è trasmessa in prima visione da Fox Crime, canale a pagamento della piattaforma satellitare Sky: la prima parte (episodi 1-7) dal 4 novembre al 16 dicembre 2016, mentre la seconda parte (episodi 8-22) dal 28 aprile 2017; la stagione è trasmessa anche in chiaro in Svizzera da RSI LA1, in prima visione assoluta in lingua italiana a partire dall'episodio 8, dal 19 aprile 2017.
| nº | Titolo originale                     | Titolo italiano                                 | Prima TV USA      | Prima TV in italiano |
| -- | ------------------------------------ | ----------------------------------------------- | ----------------- | -------------------- |
| 1  | Esteban (No. 79)                     | Esteban (No. 79)                                | 22 settembre 2016 | 4 novembre 2016      |
| 2  | Mato (No. 66)                        | Mato (No. 66)                                   | 29 settembre 2016 | 11 novembre 2016     |
| 3  | Miles McGrath (No. 65)               | Miles McGrath (No. 65)                          | 6 ottobre 2016    | 18 novembre 2016     |
| 4  | Gaia (No. 81)                        | Gaia (No. 81)                                   | 13 ottobre 2016   | 25 novembre 2016     |
| 5  | The Lindquist Concern (No. 105)      | L'impresa Lindquist (No. 105)                   | 20 ottobre 2016   | 2 dicembre 2016      |
| 6  | The Thrushes (No. 53)                | I Tordi (No. 53)                                | 27 ottobre 2016   | 9 dicembre 2016      |
| 7  | Dr. Adrian Shaw (No. 98)             | La dottoressa Adrian Shaw (No. 98)              | 3 novembre 2016   | 16 dicembre 2016     |
| 8  | Dr. Adrian Shaw: Conclusion (No. 98) | La dottoressa Adrian Shaw: Conclusione (No. 98) | 10 novembre 2016  | 19 aprile 2017       |
| 9  | Lipet's Seafood Company (No. 111)    | L’azienda ittica Lipet (No. 111)                | 5 gennaio 2017    | 26 aprile 2017       |
| 10 | The Forecaster (No. 163)             | Il Veggente (No. 163)                           | 12 gennaio 2017   | 3 maggio 2017        |
| 11 | The Harem (No. 102)                  | L'Harem (No. 102)                               | 19 gennaio 2017   | 10 maggio 2017       |
| 12 | Natalie Luca (No. 184)               | Natalie Luca (No. 184)                          | 2 febbraio 2017   | 17 maggio 2017       |
| 13 | Isabella Stone (No. 34)              | Isabella Stone (No. 34)                         | 9 febbraio 2017   | 24 maggio 2017       |
| 14 | The Architect (No. 107)              | L'Architetto (No. 107)                          | 16 febbraio 2017  | 31 maggio 2017       |
| 15 | The Apothecary (No. 59)              | Lo Speziale (No. 59)                            | 23 febbraio 2017  | 9 giugno 2017        |
| 16 | Dembe Zuma (No. 10)                  | Dembe Zuma (No. 10)                             | 20 aprile 2017    | 16 giugno 2017       |
| 17 | Requiem                              | Requiem                                         | 20 aprile 2017    | 23 giugno 2017       |
| 18 | Philomena (No. 61)                   | Philomena (No. 61)                              | 27 aprile 2017    | 30 giugno 2017       |
| 19 | Dr. Bogdan Krilov (No. 29)           | Dr. Bogdan Krilov (No. 29)                      | 4 maggio 2017     | 7 luglio 2017        |
| 20 | The Debt Collector (No. 46)          | L'Esattore (No. 46)                             | 11 maggio 2017    | 14 luglio 2017       |
| 21 | Mr. Kaplan (No. 4)                   | Mr. Kaplan (No. 4)                              | 18 maggio 2017    | 21 luglio 2017       |
| 22 | Mr. Kaplan (No. 4): Conclusion       | Mr. Kaplan (No. 4): Conclusione                 | 18 maggio 2017    | 28 luglio 2017       |

## Esteban (No. 79)
- Titolo originale: Esteban (No. 79)
- Diretto da: Michael Watkins
- Scritto da: Jon Bokenkamp e John Eisendrath

### Trama
Prigioniera di Alexander Kirk, Liz si rifiuta di credere che lui sia suo padre. Tom, prigioniero in un'auto insieme ad Agnes, riuscirà a liberarsi, ma i mercenari portano via la bambina. Raymond Reddington è furioso con Mr. Kaplan, che tuttavia continua a cercare di aiutarlo. Red riesce a scoprire che gli uomini che hanno preso Liz lavorano per un certo Esteban, che lavora per il governo cubano ma è un collaboratore della CIA. La task force deve confrontarsi con la sconvolgente verità che Liz è ancora viva: Samar la prende peggio di tutti. Reddington, con l'aiuto di Ressler volato a Cuba, si mette in contatto con Esteban e gli chiede come trovare Liz e Agnes; come contropartita gli offre la possibilità di lasciare Cuba, prevedendo che presto non servirà più né a loro né agli americani. Liz intanto è sempre con Kirk, che le rivela di essere in fin di vita per via di una malattia del sangue. Viene poi portata anche Agnes, che si ricongiunge a sua madre, mentre Kirk progetta di fuggire con un idrovolante. Esteban intanto aveva localizzato Elizabeth: Red arriva quindi alla casa di Kirk, ma Liz è già sull'idrovolante, che sta decollando però senza Agnes perché Kirk ha voluto lasciarla giù. Nel frattempo Panabaker è furiosa perché Ressler ha rivelato ai cubani che Esteban lavorava per la CIA, provocandone l'arresto. Ressler si giustifica perché l'uomo teneva prigioniere e torturava parecchie persone, che le autorità cubane liberano per poi insabbiare tutto. Intanto Reddington a casa di Kirk ha recuperato Agnes, ma subito dopo l'auto su cui lui, Dembe e Mr. Kaplan la stavano trasportando viene speronata da uno dei mercenari di Kirk, che prende la bambina e scompare.

## Mato (No. 66)
- Titolo originale: Mato (No. 66)
- Diretto da: Andrew McCarthy
- Scritto da: Daniel Cerone

### Trama
Durante il viaggio in idrovolante con Kirk, Elizabeth aggredisce il pilota e fa precipitare il velivolo. Intanto Tom soccorre Red e i suoi nell'auto incidentata. Mr. Kaplan dice di conoscere il mercenario che ha preso Agnes: si chiama Mato, e ha con lei un amico in comune, tale Little Nikos, attraverso il quale Red spera di trovare il modo di arrivare a Mato. Si reca quindi da lui con Mr.Kaplan e Tom: quest'ultimo lo tortura per ottenere un numero di telefono e una password con cui contattare Mato. Lo stesso Mato riceve il messaggio subito dopo avere consegnato Agnes perché venga riportata a Kirk. Nel frattempo, Elizabeth e Kirk vengono salvati dall'imbarcazione di un pescatore cubano; mentre la barca viene scortata al porto di Miami, però, i due si allontanano con una lancia. Kirk porta Liz al Palazzo d'Estate, una casa che suscita in lei parecchi ricordi. Reddington intanto riesce a farsi dire da Mato dove si trova il Palazzo d'Estate, dopodiché lo uccide. Elizabeth, nella casa della sua infanzia, è sempre più sopraffatta dai ricordi: le viene in mente sua madre che nascondeva un barattolo in giardino, si mette a scavare nello stesso punto e ritrova il barattolo. Subito dopo fa irruzione l'FBI e Kirk riesce a dileguarsi. Liz si ricongiunge con Tom, ma continua a mancare la loro bambina. Infine, Reddington conduce Mr. Kaplan in un bosco e le spara. Se ne va però senza accorgersi che lei non è morta.

## Miles McGrath (No. 65)
- Titolo originale: Miles McGrath (No. 65)
- Diretto da: John Terlesky
- Scritto da: Lukas Reiter

### Trama
Elizabeth fa ritorno all'Ufficio Postale, dove Samar, sotto shock per gli avvenimenti, medita di chiedere il trasferimento. Reddington sa che Kirk ha contattato un certo Miles McGrath, un finanziatore di imprese criminali, di cui Red conosce un contatto, Halback. Riesce a infiltrare Tom nella sua squadra, con la quale viene attaccato un treno che trasportava sostanze altamente tossiche. Una di queste sostanze è un virus che causa la leucemia ma che contrasta l'anemia aplastica di cui soffre Kirk: per questo l'uomo ha commissionato l'impresa a McGrath. Gli uomini di Halback, incluso Tom, dirottano il treno e lo portano in un hangar dove Halback consegna il campione del virus a un uomo di McGrath; Reddington però raggiunge quest'ultimo, uccide il suo compare e si porta via il virus. McGrath verrà poi arrestato dall'FBI. Nel frattempo, Tom e Liz continuano ad indagare per proprio conto: Elizabeth si introduce nell'ufficio dell'agente FBI che indaga su Kirk e si porta via il diario di sua madre, che era stato trovato al Palazzo d'Estate. Nel diario Katarina parla della sua relazione con Red e del fatto che lui la pressava perché lasciasse il marito. Liz scopre anche che i due si erano conosciuti a causa del lavoro di sua madre, che era stata assegnata a Reddington per sedurlo, esattamente come era stato con Tom per lei; legge anche dell'anemia di suo padre, che ha bisogno di trasfusioni. Intanto Red, sostituitosi a McGrath, si presenta all'appuntamento telefonico con Kirk e gli chiede Agnes in cambio del virus; questi però rifiuta lo scambio. Samar, indecisa se dare il via alla sua domanda di trasferimento, telefona ad Aram e scopre che è in compagnia di una ragazza; a quel punto invia la richiesta. Reddington spiega a Liz che Kirk ha bisogno di un trapianto da una donna della sua famiglia, e che questo, e non l'affetto, è il motivo per cui sta dando la caccia a lei ed Agnes. Mr.Kaplan, che sta riprendendo conoscenza dopo che Red le ha sparato, viene trovata e prelevata da un uomo misterioso.

## Gaia (No. 81)
- Titolo originale: Gaia (No. 81)
- Diretto da: Bill Roe
- Scritto da: Peter Noah

### Trama
Kirk consente a Liz e Tom di vedere Agnes attraverso un feed video. Tom, all'insaputa di Elizabeth, cercherà di rintracciarne l'origine ma troverà solo dei server usati per veicolare il segnale; Kirk lo scopre e disattiva il video, provocando l'ira di Liz nei confronti del marito. Nel frattempo Reddington porta l'attenzione della task force su Gaia, un eco-terrorista che vuole provocare un'esplosione a un gasdotto nei pressi di una centrale nucleare in una zona densamente abitata, in modo da causare una catastrofe. Lui stesso infatti era rimasto coinvolto in un incidente nucleare durante una missione militare in Mauritania; con lui c'era la moglie che era incinta, e loro figlio ha subito gravi danni dalle radiazioni. Gaia cerca di raggiungere il gasdotto in elicottero, ma Aram riesce a penetrare nel sistema di controllo e Cooper disattiva il rotore, facendo precipitare il mezzo e uccidendo quindi il terrorista. C'è poi un acceso diverbio fra Aram e Samar, che è sempre convinta di voler lasciare la task force. Kirk intanto vede le sue condizioni aggravarsi; potrebbe usare Agnes per estrarre cellule staminali, ma è riluttante a farlo perché metterebbe in pericolo la bambina. Reddington sapeva che il medico che ha in cura il figlio di Gaia è lo stesso di Kirk, e lo rapisce per convincerlo a portarlo da lui. Nel frattempo Mr. Kaplan si trova in una baracca con il cacciatore che l'ha salvata; questi la cura e la nutre, ma ad un certo punto lei si rende conto di essere stata incatenata al letto.

## L'impresa Lindquist (No. 105)
- Titolo originale: The Lindquist Concern (No. 105)
- Diretto da: Kurt Kuenne
- Scritto da: Dawn DeNoon

### Trama
L'Impresa Lindquist è pagata da grosse aziende che vogliono impedire a invenzioni rivoluzionarie di raggiungere il mercato e danneggiare il loro business. Silas Gouldsberry è un dipendente dell'Ufficio Brevetti che attira in trappola gli autori di invenzioni particolarmente promettenti, li uccide e ruba le loro invenzioni. Reddington mette la task force sulle tracce dell'Impresa Lindquist; le indagini portano presto a Gouldsberry, e un'irruzione a casa sua permette a Ressler e Navabi di identificare la sua prossima vittima e arrivare appena in tempo per salvarla, senza riuscire tuttavia a catturare l'uomo. Questi si barrica poi nell'ufficio prendendo in ostaggio diverse persone e chiedendo venti milioni di dollari, mentre attiva un trasferimento dati volto a rendere pubbliche le invenzioni che aveva rubato. Viene però ucciso dall'irruzione dell'FBI e Samar riesce in extremis a bloccare la pubblicazione dei dati. Nel frattempo, Tom e Liz continuano a lavorare per cercare di arrivare a Kirk. Tom, su indicazione di Ressler, contatta un agente segreto russo che opera sotto copertura dall'ambasciata e riesce, ricattandolo, a farsi consegnare il file dei russi su Kirk. Fra i documenti trova un test del DNA che dimostra che Kirk è effettivamente il padre di Elizabeth. Liz stessa, intanto, è con Reddington che ha costretto il dottor Reifler, il medico di Kirk, a rivelargli il luogo del suo prossimo appuntamento col paziente: Ginevra. Liz e Red quindi si recano in Svizzera con tutta la squadra di Reddington per tendere un agguato a Kirk, il quale tuttavia, evidentemente informato da qualcuno, confeziona a sua volta una trappola per Reddington attraverso un'autobomba, dalla cui esplosione comunque Red riesce a salvarsi. Laurel Hitchin, dopo essersi fatta consegnare il file con le invenzioni rubate da Gouldsberry, consegna a Reddington i dati relativi a una di queste in particolare. Intanto Liz, informata da Tom sul test del DNA, si mostra molto arrabbiata con Red, che le aveva sempre raccontato che era stata lei, da bambina, a uccidere suo padre.

## I Tordi (No. 53)
- Titolo originale: The Thrushes (No. 53)
- Diretto da: Terrence O'Hara
- Scritto da: Daniel Knauf e Dave Metzger (soggetto); Daniel Knauf (sceneggiatura)

### Trama
Rene LeBron è un uomo che finanzia criminali i cui beni sono stati congelati dal governo USA, in cambio di generosi interessi. Reddington lo cattura, poi spiega alla task force che Kirk è un suo cliente e possono usarlo per arrivare a lui; questi però chiede l'immunità giudiziaria per collaborare. Viene quindi organizzata la consegna all'FBI, durante la quale però LeBron viene ucciso da un cecchino inviato da Kirk. Reddington capisce quindi che l'Ufficio Postale è intercettato dagli uomini di Kirk, e attribuisce la responsabilità ai Tordi, un gruppo specializzato in violazioni informatiche. Indagando su un incidente causato in precedenza dallo stesso gruppo, Samar scopre che una delle presunte vittime è Elise, la ragazza di Aram, il quale si rende conto di essere stato da lei usato per avere accesso ai sistemi informatici. Durante una serata a casa sua con la ragazza, Aram cerca di intrufolarsi a sua volta nel pc di Elise, che però lo scopre e costringe la task force a intervenire e arrestarla. Intanto Kirk, che ha l'impressione di avere incrinato i rapporti tra Liz e Reddington, contatta la ragazza chiedendole di incontrarlo. Elizabeth, pur arrabbiata con Red, agisce in accordo con lui per attirare in trappola Kirk. Si arriva quindi all'incontro-scontro al termine del quale Kirk viene arrestato e Agnes riconsegnata ai genitori.
Nel frattempo, il carceriere di Mr. Kaplan le spiega che lei costituisce un problema in quanto lui non vuole gente intorno che venga a cercarla. Mr. Kaplan cerca di fargli credere di avere tentato il suicidio, ma l'uomo ha delle foto, in cui compaiono Reddington e Dembe, da cui capisce che lei gli ha mentito.
Samar, palesemente attratta da Aram, ha ritirato la richiesta di trasferimento, mentre Liz fa sapere a Reddington che, ora che è finalmente con sua figlia, intende sottrarsi alla sua "protezione".

## La dottoressa Adrian Shaw (No. 98)
- Titolo originale: Dr. Adrian Shaw (No. 98)
- Diretto da: Andrew McCarthy
- Scritto da: Chap Taylor

### Trama
Reddington propone a Liz un nuovo nome dalla black list: il Coroner. Una persona che si impossessa delle identità di persone morte e le vende a criminali. Red sostiene che Kirk intenda darsi alla fuga per poi rivolgersi a lui: in realtà, il suo obiettivo è rintracciare la nuova identità di Sonia Bloom, autrice dell'invenzione di cui Red si era fatto consegnare il file al termine dell'episodio L'impresa Lindquist. La donna infatti lavora nel campo dell'ematologia, e questo la rende potenzialmente utile per i problemi di Kirk. Aveva un socio che era stato assassinato e per questo si era rivolta al Coroner per cambiare identità: il suo nuovo nome è Adrian Shaw. L'FBI rintraccia il suo laboratorio clandestino a bordo di una nave: quando Ressler e Navabi vi fanno irruzione però non la trovano, in quanto è stata prelevata da Reddington che li ha preceduti. 
Nel frattempo, Kirk ha avuto una crisi all'interno dell'Ufficio Postale ed è stato trasferito in ospedale. I dottori sentenziano che senza un trapianto di cellule staminali morirà in brevissimo tempo: Elizabeth allora, nonostante l'opposizione di suo marito, decide di offrire le sue cellule, mentre l'avvocata di Kirk si attiva per organizzarne l'evasione. Quando gli esami del sangue di Liz dimostrano che Kirk non è in realtà suo padre, questi incolpa Reddington di averli manipolati. In ogni caso, non potendo comunque essere salvato all'interno dell'ospedale, dà il via all'operazione che dovrebbe liberarlo. I suoi uomini si mettono in movimento mentre Reddington, prevedendo la mossa, avverte Liz di lasciare immediatamente l'ospedale.

## La dottoressa Adrian Shaw: Conclusione (No. 98)
- Titolo originale: Dr. Adrian Shaw: Conclusion (No. 98)
- Diretto da: Michael Watkins
- Scritto da: Daniel Cerone

### Trama
Dopo un conflitto a fuoco nell'ospedale, gli uomini di Kirk portano via lui ed Elizabeth. Reddington si fa rivelare dalla dottoressa Shaw il nome del suo "paziente zero", Lucille Bockes, che è guarita dalla sua malattia del sangue. Nel frattempo Kirk si è convinto che Liz non è in realtà sua figlia, e Red gli si offre in cambio della ragazza. Kirk lo tortura per sapere se è lui il padre di Elizabeth, e Red, dopo avere fatto resistenza, confessa di esserlo. Odette, l'avvocata di Kirk incaricata di liberare Elizabeth, cerca di ucciderla ma viene intercettata da Ressler e Navabi e si suicida. Intanto Tom e Dembe hanno rapito Lucille Bockes e la portano da Kirk e Reddington, che vuole dimostrare al russo che le cure della dottoressa Shaw possono salvargli la vita. Kirk però rifiuta la proposta e, dopo avere scambiato alcune frasi a proposito di Katarina, si appresta a uccidere Reddington, quando questi gli sussurra qualcosa che sembra sconvolgerlo. Reddington si presenta poi a casa di Tom e Liz, e alla domanda di quest'ultima risponde che Kirk "è andato". Nel frattempo, il carceriere di Mr. Kaplan è dapprima preoccupato che liberare la donna possa procurargli dei guai, ma lei prima lo convince a fidarsi e poi abbandona la baracca.

## L’azienda ittica Lipet (No. 111)
- Titolo originale: Lipet's Seafood Company (No. 111)
- Diretto da: Don Thorin
- Scritto da: Lukas Reiter e Dave Metzger (soggetto); Dawn DeNoon (sceneggiatura)

### Trama
Un impianto di lavorazione ittica nel Maryland, usato come copertura per attività illecite, subisce un sanguinoso attacco a seguito del quale viene rubato un macchinario. Reddington sottopone il caso a Cooper facendogli notare che uno degli uomini uccisi era un terrorista algerino. L'FBI risale all'azienda produttrice, la Blackthorn Kincaid, che lavora con la Difesa: costoro puntano i sospetti su James Maddox, un loro ex programmatore. Reddington avvisa la task force che la Brigata dei Nuovi Martiri, un'organizzazione terroristica araba, si è messa in viaggio per gli Stati Uniti. Emerge che il signor Deavers, un dirigente della Blackthorn Kincaid, aveva venduto clandestinamente alla Brigata un sistema teleguidato in grado di evitare lo scudo d'acciaio usato da Israele per bloccare gli attacchi missilistici: questi vogliono quindi scoprire chi lo ha rubato e recuperarlo, mentre lo stesso Deavers si dà da fare per produrre prove a carico di Maddox. Mentre Aram individua un sospetto arrivato negli USA da pochi giorni, Deavers analizza le immagini dell'assalto e identifica Samar Navabi come facente parte del commando. Farook al-Thani, il capo della Brigata, attira quindi Ressler e Navabi a casa di un presunto testimone contro Maddox, sfruttando l'occasione per rapire Samar. All'Ufficio Postale ci si chiede il motivo del rapimento, ma quando Reddington riconosce l'uomo individuato da Aram come appartenente al Mossad tutto diventa chiaro: sono gli israeliani i responsabili dell'attacco. Ressler e l'FBI fanno quindi irruzione nel loro covo mentre Farook capisce che Samar non gli rivelerà dove si trova il dispositivo e decide quindi di proporre uno scambio al Mossad: il congegno per la vita della donna. Dopo avere ucciso Deavers che si opponeva all'accordo per timore di essere riconosciuto, Farook stabilisce il luogo dello scambio: Levi Shur, agente del Mossad ex amante di Samar, elude l'FBI e si reca al luogo stabilito, dove comunque l'intervento di Ressler una volta liberata Samar conduce alla morte di Farook e al recupero del dispositivo. Navabi a questo punto deve fare i conti con i rimbrotti di Cooper, che la invita a scegliere se essere fedele a Israele o agli USA, e anche con l'allontanamento di Aram, nel frattempo scagionato dall'inchiesta relativa alla vicenda di Elise. Samar comunque comunica a Levi di non essere pronta a riallacciare una storia con lui. Intanto Reddington ha convinto Robert Diaz, ex Senatore che sta per insediarsi Presidente, a concedere a Elizabeth la grazia per l'omicidio del Procuratore Generale Connolly. Quando Liz viene graziata può essere reintegrata come Agente Speciale dell'FBI.

## Il Veggente (No. 163)
- Titolo originale: The Forecaster (No. 163)
- Diretto da: Edward Ornelas
- Scritto da: Kim Newton

### Trama
La task force si trova di fronte ad un caso nel quale una ragazza, Maggie Driscoll, ha premonizioni su crimini che stanno per essere commessi. Si scopre poi che tali "premonizioni" sono interferenze telefoniche captate dal suo apparecchio acustico, che le consente di ascoltare le conversazioni fra Chris Farnsworth, operatore finanziario, e Ben Charnquist, che compie omicidi per influenzare il corso di titoli azionari e permettere quindi a Farnsworth di prevedere le oscillazioni e guadagnarci sopra. La task force riesce a fermare tali operazioni, anche se Farnsworth, conosciuto da Reddington come il Veggente, ha modo di fuggire. Nel frattempo Red ha manovrato per entrare negli affari legati alle miniere di cobalto e, contemporaneamente, vendicarsi di Iniko, un imprenditore senza scrupoli che poco tempo prima aveva fatto uccidere un suo amico. Reddington lo uccide e assume poi i suoi pulitori per sostituire Mr.Kaplan. Intanto, mentre Tom e Liz cercano di schiarirsi le idee riguardo alle prospettive della loro vita futura, Dembe si presenta da loro e, pieno di dubbi su Red, rivela a Liz l'omicidio di Mr.Kaplan.

## L'Harem (No. 102)
- Titolo originale: The Harem (No. 102)
- Diretto da: Bill Roe
- Scritto da: Marisa Tam

### Trama
L'Harem è una banda di rapinatrici che ruba solo ai criminali. Quando viene rubata una lista di testimoni sotto protezione del Governo, Reddington prevede che cercheranno di rubarla a loro volta e mette la task force sulle loro tracce. Elizabeth si infiltra quindi nella banda sfruttando le sue abilità di profiler. Le donne riescono a rintracciare a Hong Kong l'uomo in possesso della lista, ma quando attuano il piano per rubarla qualcosa va storto. Una delle componenti rimane uccisa, mentre un'altra, Emma, ex agente inglese che Red aveva infiltrato in precedenza nell'Harem, fugge con la lista. Le due rimanenti vengono arrestate in seguito dall'FBI, mentre Reddington incontra Emma, recupera la lista e le dà la possibilità di sparire per ricostruirsi una vita. Red spiega poi a Liz che il suo interesse per la lista era finalizzato a proteggere la sorella di Mr. Kaplan, che ne faceva parte in quanto testimone contro un mafioso russo. Nel frattempo lo stesso Reddington ha visto volatilizzarsi un affare a causa della morte di Smoll, uno dei suoi contabili, dalla quale egli deduce che qualcuno vuole fargli la guerra.

## Natalie Luca (No. 184)
- Titolo originale: Natalie Luca (No. 184)
- Diretto da: Michael Watkins
- Scritto da: Noah Schechter

### Trama
Il contabile di Reddington è stato ucciso da una donna, Natalie Luca, che è portatrice sana di una malattia mortale estremamente infettiva e lo ha contagiato con un bacio. La ragazza veniva seguita da una azienda, la Hawthorne Biologics, dalla quale aveva voluto allontanarsi insieme ad un biologo ricercatore per la stessa azienda, Malik Roumain: i due sono innamorati ma per via della malattia della ragazza non possono toccarsi. La Hawthorne voleva usare Natalie per creare un'arma biologica, mentre Malik fa delle ricerche per trovare il modo di diventare a sua volta portatore sano. I due finanziano le ricerche con rapine e omicidi, e durante uno di questi colpi l'FBI interviene per sventare la minaccia; Natalie viene però prelevata dagli uomini della Hawthorne, e Malik si mette al loro inseguimento. Si giunge così ad una sparatoria nella quale Malik rimane colpito e spira fra le braccia della ragazza dopo che i due si sono concessi un primo e ultimo bacio. Nel frattempo Reddington, impegnato a cercare di capire chi lo sta attaccando, sospetta di Baldur Magnusson, suo antico rivale; con l'aiuto di Tom arriva a confrontarsi con l'uomo, che però nega di essere il mandante dell'omicidio di Smoll. Intanto Aram ha rinunciato ad una parte della sua paga perché venisse devoluta a Samar, che si era indispettita dopo avere scoperto di guadagnare meno di lui; Tom e Liz riflettono sulle loro prospettive di vita, e Reddington convince Cooper a lasciarlo parlare con Natalie per farsi svelare chi l'aveva ingaggiata per uccidere Smoll: la ragazza gli fa il nome di Isabella Stone, e Red rimane molto colpito.

## Isabella Stone (No. 34)
- Titolo originale: Isabella Stone (No. 34)
- Diretto da: Andrew McCarthy
- Scritto da: Taylor Martin

### Trama
Reddington sottopone alla task force il nome di Isabella Stone, pseudonimo di una donna che viene ingaggiata per condurre operazioni volte a distruggere le persone con ogni mezzo, e di cui ora si rende conto di essere vittima egli stesso. Red spedisce a Montecarlo un suo uomo di fiducia, Stratos Sarantos, per affari riguardanti navi mercantili; Isabella uccide la moglie dell'uomo e incastra il marito per l'omicidio. Quando Reddington e Dembe cercano di farlo evadere, Stratos rimane ferito mortalmente. Intanto Isabella vuole sabotare una raccolta fondi del dottor Justin Sperry, un filantropo paraplegico amico di Reddington, usando dei titoli riconducibili ad una società fittizia di Red, rubati allo stesso Reddington e fatti trovare addosso ad un uomo di Sperry. L'irruzione dell'FBI fa fallire l'operazione e conduce all'arresto di Isabella Stone, che però durante un trasferimento viene intercettata e prelevata da una squadra di Reddington. Nel frattempo, Tom ha saputo dai notiziari della morte di suo padre, Howard Hargrave, in un incidente aereo. Red continua a suggerirgli di non rivelare a sua madre la sua identità, ma lui indaga comunque sulla sua scomparsa da bambino e scopre che qualcuno ha fatto credere che fosse morto, trovando anche le immagini di un detenuto che confessa il suo omicidio.

## L'Architetto (No. 107)
- Titolo originale: The Architect (No. 107)
- Diretto da: Christine Gee
- Scritto da: Chap Taylor e Dave Metzger

### Trama
Mentre Reddington cerca di costringere Isabella Stone a rivelargli da chi è stata ingaggiata, Cooper è arrabbiato con lui per il rapimento della donna, ed esige un nome importante per la lista. Red allora gli dà il nome dell'Architetto, un uomo che organizza su commissione colpi molto sofisticati. Costui sta tramando per far evadere di prigione Lonnie Perkins, un suprematista bianco condannato a morte in Virginia, subito prima dell'esecuzione. Per riuscirci intende attaccare la rete elettrica provocando un blackout nella prigione; fa quindi irruzione ad un convegno di hacker per costringerli ad aiutarlo nell'impresa. L'Ufficio Postale, dopo l'imbeccata di Red, infiltra Aram alla convention; qui egli incontra la sua ex Elise, che si chiama in realtà Janet Sutherland, e che dopo l'arresto è stata ingaggiata dall'NSA. Mentre l'Architetto vuole sfruttare Aram per portare a termine il suo piano, questi, grazie anche all'aiuto di Janet, riesce a dar modo ai colleghi di localizzare la posizione dell'uomo; alla fine Perkins riesce ad evadere, ma l'intervento dell'FBI conduce alla morte dell'Architetto, colpito con un razzo proprio da Aram, mentre il detenuto viene subito ripreso. Reddington intanto svela a Isabella che il marito, che lei credeva ucciso in prigione, è in realtà ancora vivo; la donna invece gli dice di non sapere chi l'ha ingaggiata per perseguitarlo, e di essere stata pagata attraverso una chiave di credito la cui provenienza è la stessa banca usata da Red per i suoi traffici. Quando Red convince il direttore della banca a svelargli l'identità del titolare del conto, scopre che si tratta di sé stesso. Ressler riceve poi dei documenti relativi alla scomparsa di Reven Wright, e intende continuare a indagare nonostante Cooper poco tempo prima gli avesse intimato di considerare il caso chiuso, vista l'assenza di prove nei confronti di Laurel Hitchin. Nel frattempo, Tom continua la sua ricerca sul proprio passato: il detenuto che aveva confessato il suo presunto omicidio è già morto da tempo, ma Tom riesce a contattare la madre e scopre così che la donna aveva ricevuto una somma di denaro per convincere il figlio, già in carcere, a confessare il delitto mai commesso. Ignorava però chi l'avesse pagata: Liz e Tom si chiedono chi avesse avuto interesse a simulare la morte del bambino.

## Lo Speziale (No. 59)
- Titolo originale: The Apothecary (No. 59)
- Diretto da: Michael Caracciolo
- Scritto da: Brian Studler (soggetto); Marisa Tam (sceneggiatura)

### Trama
Reddington si sveglia in un letto della sua clinica clandestina, senza ricordare nulla di ciò che è avvenuto il giorno precedente; il medico gli comunica che è stato avvelenato e che gli restano probabilmente poche ore di vita. Red si convince di essere vittima dello Speziale, un uomo in grado di sintetizzare sostanze che uccidono le persone provocando reazioni allergiche che non vengono riconosciute dai sanitari, i quali finiscono per trattare i sintomi senza comprendere le cause. Chiede aiuto alla task force per trovare lo Speziale, e intanto cerca di ricostruire ciò che è accaduto il giorno precedente. Ciò che è accaduto è che egli aveva radunato in un ristorante le undici persone che avevano accesso al conto bancario usato per finanziare gli attacchi contro di lui (L'Architetto). All'incontro però mancava il suo avvocato Marvin Gerard, che gli aveva inviato una bottiglia di vino. La Task Force, indagando su una donna finita in coma per opera dello Speziale, riesce a risalire fino a lui e ad arrestarlo. Red si convince che Marvin lo abbia avvelenato attraverso il vino; dopo avere ricevuto l'antidoto fornito dallo Speziale, che collabora per alleggerire la sua posizione ma ignora chi lo abbia pagato per il veleno di Red, riesce a trovare Marvin e lo mette sotto torchio; l'avvocato però nega ogni responsabilità, e quando Liz gli comunica che il vino era in realtà pulito, a Reddington, pur incredulo, non rimane che sospettare di Dembe, unico ad avere accesso alla bottiglia di scotch che è stata probabilmente il reale veicolo del veleno.

## Dembe Zuma (No. 10)
- Titolo originale: Dembe Zuma (No. 10)
- Diretto da: Jean de Segonzac
- Scritto da: Brandon Margolis e Brandon Sonnier

### Trama
Dopo settimane di inutile caccia a Dembe, questi penetra in casa di Aram e lo rapisce per farsi aiutare a scoprire chi ha violato un locker appartenente a Reddington. Lo stesso Red, a seguito del rapimento di Aram, si mette con Liz alla ricerca della Sanctum Corporation, un'organizzazione specializzata nel nascondere le persone, pensando che Dembe si sia rivolto a questi. L'organizzazione in realtà consiste nella sola Vanessa Lopez, in quanto i membri originari, i suoi genitori, sono rimasti uccisi in un incendio causato da uno dei loro clienti che voleva derubarli. Vanessa ora, per vendetta e non sapendo chi è il colpevole sta facendo uccidere tutti gli antichi clienti, operando sotto falso nome come psicoterapeuta e facendo uscire dal carcere alcuni criminali in cambio di questi omicidi. Nel frattempo Dembe, con l'aiuto di Aram, riesce a risalire al nome di Katryn Nemec. Alla task force il nome risulta sconosciuto, e dalle indagini emerge che è sparita nel 1991; in realtà si tratta di Mr. Kaplan. Dembe si reca quindi nel luogo in cui Reddington le aveva sparato, e qui viene ferito dal cacciatore che l'aveva ospitata; questi gli rivela che la donna è ancora viva. Quando arriva anche Reddington, che attraverso la figlia di Dembe era riuscito a rintracciarlo, i due insieme a Baz catturano il cacciatore, ma nel tentativo di costringerlo a telefonare a Mr. Kaplan attivano in realtà una bomba che fa esplodere la baracca. Il cacciatore rimane quindi ucciso nell'esplosione, ma in precedenza aveva lasciato un messaggio alla donna avvisandola che Dembe e Reddington erano tornati a cercarla e che lui aveva fatto di tutto per proteggerla. Intanto all'Ufficio Postale Samar appare in difficoltà per via della relazione ripresa tra Aram e Janet.

## Requiem
- Titolo originale: Requiem
- Diretto da: Terrence O'Hara
- Scritto da: Daniel Cerone

### Trama
Mr. Kaplan è intenta a recuperare i cadaveri che negli anni aveva nascosto lavorando per Reddington; la sua intenzione è di consegnarli all'FBI per incolparlo. In una serie di flashback che risale fino agli anni '60 si vede Katryn Nemec venire assunta da Katarina Rostova per occuparsi di sua figlia Masha, raccomandandosi di non amarla. Katryn scopre la relazione di Katarina con Raymond Reddington, che ad un certo punto rapisce la bambina convinto che sia sua figlia. Successivamente, a seguito di un incendio, Katarina scompare dalla circolazione, lasciando Masha a Katryn in un primo momento per poi dirle di affidarla a Sam Milhoan, che pur riluttante accetta di tenere la bambina. Katryn successivamente si stabilisce in Texas, dove ha una relazione con Annie Kaplan, una donna che lavora in un'agenzia di cauzioni e che però in seguito viene uccisa da un cliente. Anche Kate (che l'assassino aveva chiamato "Mr. Kaplan") rimane ferita, e una volta ripresasi prende il posto di lavoro di Annie. Qui viene un giorno raggiunta da Sam, che la fa incontrare con Raymond Reddington; questi le chiede di lavorare per lui e dice di voler proteggere Elizabeth (il nuovo nome di Masha). Kate però gli fa presente che, se dovesse capitarle di dover scegliere fra lui ed Elizabeth, sceglierà la bambina. In seguito si vede anche Reddington, subito prima di consegnarsi all'FBI, affermare che aveva messo Tom nella vita di Elizabeth per controllarla, e che il loro matrimonio aveva evidentemente scombinato i suoi piani. Nel presente, Reddington trova il modo di telefonare a Mr. Kaplan e lei lo mette al corrente delle sue intenzioni di vendetta.

## Philomena (No. 61)
- Titolo originale: Philomena (No. 61)
- Diretto da: Michael Watkins
- Scritto da: Peter Noah

### Trama
Philomena, una cacciatrice di taglie, rapisce un contabile di Reddington e lo consegna a Mr. Kaplan. Intanto Cynthia Panabaker è infuriata con la task force perché in una pista di pattinaggio sono stati rinvenuti gli 86 corpi che Mr. Kaplan ha riportato alla luce. L'agente dell'FBI incaricato delle indagini è Julian Gale, un energico personaggio che in passato ha collaborato con Ressler nella caccia a Reddington. Lo stesso Reddington mette la task force sulle tracce di Philomena, proprio mentre lei sta prendendo di mira il suo avvocato Marvin Gerard. Ressler intanto raggiunge l'antico socio; i due scoprono che fra i cadaveri c'è quello di Diane Fowler, e trovano un'impronta digitale sulla scena del delitto che hanno ricostruito per l'occasione. Liz trova Mr. Kaplan in casa sua: ella le rivela di essere stata la sua tata e le consiglia di allontanarsi da Reddington. Elizabeth e Samar catturano Philomena subito dopo che questa ha consegnato Marvin a Mr. Kaplan, la quale tuttavia non ottiene nulla né dal contabile né dall'avvocato, che rifiutano di tradire Red e vengono quindi consegnati alla polizia. Intanto l'impronta digitale trovata da Ressler e Gale, che si aspettavano fosse di Reddington, dà esito negativo; questo accende ulteriormente Gale che punta le sue attenzioni su Elizabeth. Nel frattempo Samar ha ottenuto una borsa di studio Katai dietro raccomandazione di Aram, ma la rifiuta con rancore, rinfacciando al collega di non averla segnalata negli anni precedenti. Mentre Dembe si sta riprendendo ed è pronto a rimettersi al lavoro per Red, Liz si fa svelare da Philomena che Mr. Kaplan è diretta a Vienna.

## Dr. Bogdan Krilov (No. 29)
- Titolo originale: Dr. Bogdan Krilov (No. 29)
- Diretto da: Don Thorin
- Scritto da: Brian Studler e Marisa Tam (soggetto); Lukas Reiter, John Eisendrath e Jon Bokenkamp (sceneggiatura)

### Trama
Il dottor Krilov è un esperto nella manipolazione della memoria; Mr. Kaplan a Vienna lo incontra per ingaggiarlo, e quando Reddington se ne rende conto lo propone a Liz come prossimo nome sulla lista, spiegandole anche che lui è quello che ha rimosso i suoi ricordi dell'incendio di quando aveva quattro anni. Dopo l'incontro con Mr. Kaplan, Krilov si reca a New York; la task force, sulle sue tracce, sequestra il carico con la sua attrezzatura, inducendo Mr. Kaplan ad indirizzarlo sulla dottoressa Orchard, che aveva in passato risvegliato i ricordi di Liz, per rubare la sua attrezzatura. La squadra di Krilov attira Ressler in una trappola, facendogli credere di avere trovato una testimone dell'omicidio di Reven Wright; in realtà Ressler viene rapito e Krilov gli inserisce nella mente ricordi falsi per spingerlo ad introdursi in casa di Laurel Hitchin, convinto che questa nasconda la testimone. L'intervento di Liz e di Samar, che catturano Krilov, riesce a fermare Ressler mentre questi stava affrontando Hitchin, ma non può impedire il suo successivo arresto. Nel frattempo Reddington è volato a Vienna all'inseguimento di Mr. Kaplan, che è diretta a Lucerna a casa di Werner Von Hauser: un antico socio di Red al quale rivela che la morte del figlio, avvenuta decenni prima, è in realtà responsabilità, sebbene involontaria, di Red. Reddington si reca a sua volta da Von Hauser nel tentativo di comporre la questione, ma deve fronteggiare l'ira dell'uomo, che vorrebbe ucciderlo ma viene tradito da uno dei suoi uomini che era in realtà al soldo di Raymond, il quale quindi, pur dichiarandosi spiacente, elimina il rivale. Krilov, nel tentativo di negoziare l'immunità, rivela a Elizabeth di avere lavorato sulla sua memoria non solo quando era bambina, ma anche solo due anni prima, per rimuoverle il ricordo di qualcosa che lei aveva scoperto su Reddington; questi però nega con decisione l'episodio. Intanto Julian Gale non demorde nelle indagini sui cadaveri nella pista di pattinaggio e nel tentativo di contattare Elizabeth, che alla fine si lascia convincere ad incontrare l'uomo, il quale le fa un accenno ai numerosi casi risolti negli ultimi anni dall'FBI, facendo capire di avere dei sospetti sulla collaborazione di Reddington.

## L'Esattore (No. 46)
- Titolo originale: The Debt Collector (No. 46)
- Diretto da: Bill Roe
- Scritto da: Jon Bokenkamp e Lukas Reiter (soggetto); Kim Newton e Daniel Cerone (sceneggiatura)

### Trama
L'Esattore di Credito è un uomo che viene ingaggiato per vendicare le vittime di abusi o crimini vari impartendo al colpevole una punizione equivalente. Reddington, dopo avere faticosamente rimediato da una vecchia conoscenza un passaggio navale per tornare in USA dall'Europa, avvisa Liz che l'Esattore è sulle sue tracce e vuole rapirla. Elizabeth propone allora il suo profilo alla task force, la quale si mette in cerca del cadavere di un ragazzo vittima dell'Esattore nel 2002; una volta recuperatolo, Reddington chiede l'intervento di Mr.Kaplan per esaminarlo, facendo appello sul suo sentimento verso Elizabeth per mettere temporaneamente da parte la loro guerra. Mr. Kaplan, esaminando il cadavere, risale al nome di Edgar Grant che in effetti è l'Esattore; questi fa però in tempo a rapire Elizabeth prima di essere intercettato. Nel frattempo, Cooper invia Ressler a lavorare con Gale, che è sempre più sospettoso sui rapporti fra Reddington e Liz; i suoi sospetti aumentano quando i due vanno a interrogare Marvin Gerard e questi pretende di parlare riservatamente con Ressler. Intanto Grant conduce Elizabeth ad una capanna dove, a sorpresa, si trova davanti Reddington e Dembe: era infatti Red ad averlo ingaggiato sotto falso nome, allo scopo di attirare Mr. Kaplan in una trappola. La trappola funziona, ma quando Mr. Kaplan arriva con un gruppo di uomini armati, Elizabeth la mette sull'avviso; la situazione poi si complica ulteriormente quando anche Ressler e Navabi giungono sulla scena. Al tutto assiste anche Gale, che aveva furtivamente seguito Ressler mentre questi raggiungeva Samar: trovandosi davanti a Reddington, cerca di cogliere l'occasione e gli spara da lontano, ma manca il colpo e scatena una sparatoria a seguito della quale tutti fuggono, inclusa Mr. Kaplan.

## Mr. Kaplan
- Titolo originale: Mr. Kaplan (No. 4)
- Diretto da: Don Thorin
- Scritto da: J.R. Orci e Lukas Reiter (soggetto); John Eisendrath (sceneggiatura)

### Trama
Mr. Kaplan sta svuotando i conti bancari di Reddington, e questo lo mette in seria difficoltà anche perché lo porta a perdere credibilità e i suoi vecchi soci tendono ad abbandonarlo. Quando scopre che uno dei suoi contabili lo ha tradito per la donna, lo uccide e scopre che questi aveva trasferito una somma di denaro ad un certo Mario Dixon. Mr. Kaplan ha ingaggiato Mario per recuperare l'accordo di Reddington con il Dipartimento di Giustizia; per riuscirci, Mario rapisce uno degli addetti al magazzino contenente il documento, e Mr. Kaplan gli estrae un occhio per consentire a Mario di avere accesso al magazzino attraverso la scansione dell'iride. Elizabeth e Samar, in collaborazione con Reddington, riescono a intercettare l'uomo e a recuperare il documento; Reddington lo costringe poi a rivelargli il luogo dell'incontro fissato con Mr. Kaplan per la consegna, e quindi lo uccide. Nel frattempo, Julian Gale dice a Ressler di avere capito che la task force lavora con Reddington, e di volerli incastrare; Aram riceve infatti un mandato di comparizione a seguito del quale gli viene offerta l'immunità per costringerlo a testimoniare sulla task force senza potersi appellare al Quinto Emendamento. Gale viene anche contattato da Mr. Kaplan, che gli offre il suo aiuto per l'indagine. Infatti, quando Reddington si reca all'incontro con Mr. Kaplan al posto di Mario, Gale lo sorprende ma la sparatoria che ne segue è di nuovo senza esito e Red riesce a fuggire. Mr. Kaplan invece si dice disposta a testimoniare contro di lui in cambio dell'immunità. In precedenza Reddington aveva fatto nuovamente visita a Dom, il nonno di Elizabeth/Masha, informandolo del fatto che lei non fosse morta e provocando così la sua ira per non averlo fatto prima.

## Mr. Kaplan: Conclusione
- Titolo originale: Mr. Kaplan (No. 4): Conclusion
- Diretto da: Michael Watkins
- Scritto da: J.R. Orci e Lukas Reiter (soggetto); Jon Bokenkamp, John Eisendrath e Daniel Cerone (sceneggiatura)

### Trama
Mentre Mr. Kaplan si accorda per l'immunità e riesce anche ad ottenere un giorno di libertà, Cooper si trova in difficoltà quando Panabaker lo avverte che l'FBI non sosterrà la task force, sotto attacco da parte di Julian Gale. Mentre Aram si rifiuta di testimoniare e viene arrestato, Mr. Kaplan mette Elizabeth sulle tracce di Henry Prescott, l'uomo che aveva nascosto il cadavere di Reven Wright; quando Ressler e Reddington trovano il corpo ed ottengono il proiettile che l'ha uccisa, decidono di usarlo come merce di scambio con Laurel Hitchin per indurla ad affossare l'inchiesta sulla task force. Lo scambio va a buon fine, e questo porta al rilascio di Aram e alla cancellazione dell'accordo di Mr. Kaplan, che intanto offre a Liz di mostrarle il motivo per cui Reddington è entrato nella sua vita. Quando l'auto delle due donne viene intercettata da Red coi suoi uomini, Mr. Kaplan si toglie la vita gettandosi da un ponte. In precedenza però aveva dissotterrato una valigia e l'aveva lasciata in un deposito bagagli. Nel frattempo Cooper aveva deciso di riesumare un antico reperto risalente all'epoca in cui Raymond Reddington lavorava per il controspionaggio, per fare esaminare il suo sangue e scoprire se si tratta del padre di Elizabeth. Janet confessa ad Aram di essere stata lei la prima a parlare e a metterlo nei guai in cambio di un beneficio sulla sua fedina penale; questo porta Aram ad un deciso avvicinamento con Samar. Ressler intanto, recatosi da Laurel Hitchin per riavere il suo tesserino di agente speciale, ha una discussione con la donna e finisce per ucciderla accidentalmente. Si rivolge quindi a Prescott per risolvere la situazione. Elizabeth racconta a Cooper di avere già una volta evitato di guardare i risultati di un'analisi sul DNA di Reddington, per timore di scoprire che fosse suo padre. Stavolta però apre la busta che Cooper le consegna e scopre che gli esami hanno dato esito positivo. Si confronta quindi con Red rimproverandolo per non averglielo mai detto; da un dialogo di questi con Dembe si intuisce però che potrebbe esserci qualcos'altro sotto. Infine, Tom va al deposito bagagli a ritirare la valigia lasciata da Mr. Kaplan, che contiene uno scheletro umano; telefona poi a qualcuno per comunicare di esserne in possesso.